# Black Parade
Black Parade è un singolo della cantante statunitense Beyoncé, pubblicato il 19 giugno 2020 su etichetta Parkwood Entertainment come colonna sonora del film prodotto e diretto dalla cantante per Disney+, Black Is King.
Il brano ha vinto il Grammy Award alla miglior interpretazione R&B.

## Antefatti
Già dapprima delle proteste razziali statunitensi del 2020, Beyoncé aveva più volte utilizzato le sue piattaforme contro la disuguaglianza razziale. Pochi giorni dopo la morte di George Floyd, tramite i social media, ha invitato a firmare la petizione "Justice for George Floyd". Il 14 giugno 2020 ha pubblicato una lettera aperta al procuratore generale del Kentucky Daniel Cameron, evidenziando l'ingiustizia nel caso di Breonna Taylor, una donna di colore assassinata dalla polizia nella sua abitazione nel marzo 2020. Nel giorno del Juneteenth la cantante ha lanciato il sito web Black Parade Route, incentrato su attività gestite da persone nere, così come su artisti e creatori neri, i cui proventi beneficiano la BeyGOOD Black Business Impact Fund, gestita dalla National Urban League.

## Descrizione
Black Parade affronta tematiche quali la brutalità poliziesca nei confronti della comunità afro-americana e le proteste organizzate dal movimento Black Lives Matter nel 2020. Sono presenti riferimenti alle origini texane della cantante, alla pandemia di COVID-19, all'uso delle armi da parte della polizia durante le proteste e all'attivista Tamika Mallory. Beyoncé cita alcune delle sue influenze, tra cui Malcolm X, Martin Luther King Jr. e sua madre Tina Knowles. Jazz Tangcay di Variety ha notato che la canzone ha sottolineato «l'orgoglio della comunità mentre il mondo è risvegliato dalla difficile situazione dei neri americani». La stessa cantante ha affermato che il brano «celebra te, la tua voce e la tua gioia e giova alle piccole imprese di proprietà dei neri».

## Accoglienza
Mike Wass, scrivendo per Idolator, ha commentato che «va da sé che Black Parade è eccellente e richiede tutta la tua attenzione nell'ascolto». Jon Pareles del New York Times ha osservato che il brano esprime «collegamenti ambiziosi e di vasta portata», e ha scritto che «Beyoncé sfoggia nuove idee melodiche in ogni verso. Le voci si riuniscono intorno a lei, mentre il suo assolo si trasforma in una parata, o in una marcia decisa». Jessica McKinney di Complex ha notato allo stesso modo che Black Parade non è «la tipica canzone di protesta», scrivendo: «Probabilmente sentirete la gente cantare "We got rhythm, we got pride" al prossimo evento del movimento Black Lives Matter, ma non siate sorpresi di ciò». McKinney ha anche descritto l'energia «grintosa e cruda» di Beyoncé sul brano.
Jeetendr Sehdev, recendsendo il brano per Forbes, ha affermato che «la prima lezione che Black Parade di Beyoncé ci apporta è che dobbiamo mettere i nostri soldi dove è la nostra voce», ammirando che Beyoncé che non solo ha rilasciato la canzone ma ha anche lanciato l'iniziativa Black Parade Route e fondato il Black Business Impact Fund, a cui vengono donati tutti i proventi della canzone. Sehdev continua, scrivendo che «la seconda lezione di Beyoncé ci insegna è che dobbiamo anche fornire alle persone un senso di ottimismo e speranza», un obiettivo per il quale descrive Black Parade come la canzone manifesto di questo pensiero. Il critico descrive la musicalità del brano come «un martello che colpisce un chiodo sulla testa», e un brano che affronta «la questione del razzismo a testa alta, attraverso testi potenti sulla storia dei neri, la brutalità della polizia e le proteste a seguito della morte di George Floyd», ma offre anche «un contenuto che è sia gioioso che edificante nella sua musica e nei suoi messaggi».

## Riconoscimenti
- Grammy Awards[17]
  - 2021 – Miglior canzone R&B
  - 2021 – Candidatura alla Registrazione dell'anno
  - 2021 – Candidatura alla Canzone dell'anno
  - 2021 – Candidatura alla Miglior interpretazione R&B
- NAACP Image Award[18]
  - 2021 – Miglior canzone soul/R&B
- Soul Train Music Award[19]
  - 2020 – Candidatura alla Canzone dell'anno
  - 2020 – Candidatura all'Ashford & Simpson Songwriter's Award

## Tracce
Testi e musiche di Beyoncé, Akil "Fresh" King, Brittany "@chi_coney" Coney, Denisia "@blu_june" Andrews, Derek James Dixie, Kim "Kaydence" Krysiuk, Rickie "Caso" Tice, Shawn Carter e Stephen Bray.
Download digitale
1. Black Parade – 4:41

Streaming – Extended A Cappella Version
1. Black Parade (Extended A Cappella Version) – 4:58

## Formazione
Musicisti
- Beyoncé – voce
- Hailey Niswanger – flauto
- Arnetta Johnson – corno
- Cameron Johnson – corno
- Chris Johnson – corno
- Christoper Gray – corno
- Crystal Torres – corno
- Lemar Guillary – corno
- Pete Ortega – corno

Produzione
- Beyoncé – produzione
- Derek Dixie – produzione
- Colin Leonard – mastering
- Stuart White – missaggio, registrazione

## Successo commerciale
Black Parade ha debuttato alla 37ª posizione della Billboard Hot 100, diventando la quarantesima top 40 di Beyoncé e rendendola la ventiduesima artista a conseguire tale risultato. Grazie a 12 000 copie vendute è entrata in vetta alla Digital Songs, divenendo l'ottava canzone della cantante a riuscirci e la sua prima senza l'ausilio di altri artisti da Single Ladies (Put a Ring on It).
Nella Official Singles Chart britannica il brano ha esordito in 49ª posizione, regalando alla cantante la sua cinquantasettesima top seventyfive in classifica. Durante la sua prima settimana di disponibilità ha accumulato 8 817 unità distribuite nel paese. Nella Irish Singles Chart ha fatto il suo ingresso al 45º posto, divenendo il trentunesimo ingresso di Beyoncé in classifica.

## Classifiche
| Classifica (2020) | Posizione massima |
| ----------------- | ----------------- |
| Belgio (Fiandre)  | 63                |
| Canada            | 70                |
| Irlanda           | 45                |
| Lituania          | 99                |
| Portogallo        | 169               |
| Regno Unito       | 49                |
| Stati Uniti       | 37                |